# Peter Nyström (basketspelare)
Stig Peter ”Nypan” Nyström, född 31 mars 1955 i Södertälje, är en svensk före detta basketspelare som 16-åring kom upp som i Södertälje BBKs herrlag säsongen 1971-72. Han blevsvensk mästare två gånger, 1978 med moderklubben Södertälje BBK, då han dessutom var lagkapten och 1983 med Alvik Basket. Peter Nyström gjorde totalt 108 landskamper under sin karriär och debuten ägde rum i Borås den 11 april 1975. De sista landskamperna gjorde han när landslaget deltog i Vänskapsspelen hösten 1984.
Säsongen efter SM-guldet for Peter Nyström till Los Angeles för att testa collegespel i Santa Ana College.[källa behövs]
Karriären kröntes säsongen 1980-81 då Peter Nyström korades till ”Årets Man” i svensk basket. Detta trots en stark dominans av amerikaner.
Peter Nyströms tröja hissades i Täljehallen i samband med SBBK:s Champions League-match 17 september 2019. Under 11 säsonger spelade han 421 matcher och gjorde 4.216 poäng i SBBK.